# Людина-личинка
Людина-личинка — фантастичний фільм жахів 2005 року.

## Сюжет
Глуха американська провінція, містечко в штаті Міссурі. Начебто без будь-якої особливої причини тут то домашня худоба гине, то люди мруть. Молодий ветеринарний лікар Ілай Радкас, який щойно сюди приїхав, відчуває, що тут є якась таємниця, і намагається її розгадати. Місцевий фермер Джейкоб Лонг, прихильник «теорії змов», впевнений, що в усьому винні могутні корпорації. Мер містечка зацікавлений в тому, щоб те, що відбувається не піддавалося розголосу. Мешканці налякані до смерті. Але справжній жах охопить всіх, коли гігантські личинки розплодяться в неймовірній кількості.